# Bulbophyllum gusdorfii
Bulbophyllum gusdorfii är en orkidéart som beskrevs av Johannes Jacobus Smith. Bulbophyllum gusdorfii ingår i släktet Bulbophyllum och familjen orkidéer. Inga underarter finns listade i Catalogue of Life.